# San Martín de Porres (Veraguas)
San Martín de Porres es un corregimiento del distrito de Santiago en la provincia de Veraguas, República de Panamá. La localidad tiene 16,156  habitantes (2023
).

## Historia
Fue creado mediante la Ley n.º 53 del 22 de noviembre de 2002 que creó los corregimientos de Edwin Fábrega, Carlos Santana Ávila, San Martín de Porres, y Urracá en el Distrito de Santiago, Provincia de Veraguas, modificando el artículo 68 de la Ley 58 de 1998.